# ÁVT BALATON
A MÁV 269-es sorozat a MÁV egyik Engerth-rendszerű szertartályosgőzmozdony-sorozata volt, mely mozdonyok eredetileg az ÁVT-től (Staats-Eisenbahn-Geselschaft, StEG származtak.

## Története
Az osztrák-magyar Államvasút-Társaság (ÁVT)- mely nevével ellentétben egy magántársaság volt - 1856-ban kezdte el építtetni az új Engerth-rendszerű mozdonytípust saját mozdonygyárában , amit az akkori számozási rendszerében I., később IVg." osztálymegjelöléssel látott el. A mozdony bonyolult felépítése miatt egy év alatt mindössze 13 darab épült meg belőlük.
A Társaság magyar vonalainak 1892-es államosításával az ott szolgáló népes mozdonypark is a MÁV állagába került. Az átvett mozdonyok között volt 11 db IVg." osztályú gép is, amelyeket a MÁV TIIb. osztálymegjelöléssel és 1351 pályaszámmal kezdve be is számozott saját rendszerébe.
Az 1890-es években megjelenő újépítésű mozdonytípusok úgy teljesítmény, mint sebesség vonatkozásában jelentősen felülmúlták ezeket a nagyon elavult és bonyolult gépezetű magánvasúti-eredetű mozdonyokat. Ezért a TIIb. osztályú gépek, amelyek eredetileg is alacsonyabb rangú feladatokat láttak el, a vontatásból lassan kiszorultak, és már 1898-ban elkezdődött azok selejtezése.
Az 1911-ben bevezetett új mozdonyszámozási rendszerben a TIIb osztályt átnevezték 269 sorozatra, és a megmaradt mindössze 3 db mozdonyt folytatólagosan 001-003 pályaszámmal látták el.
A mozdonyokat folyamatosan selejtezték, az ekkor már közel ötvenéves típus utolsó példányát 1912-ben törölték az állagból.
A mellékelt fotó az ÁVT I.144 pályaszámú "Hermannstadt" nevű gőzmozdonyát ábrázolja. 1892-től a MÁV állagában TII.b 1360 pályaszámon üzemelt egészen 1909-es selejtezéséig.

## Szerkezete
A mozdonyok Engerth rendszerűek - azaz szerkocsival egybeépítettek voltak, külsőkeretesek, vagyis a gőzhengerek és a vezérlés a kereten belül kapott helyet.A kerekek rugózását Beillie rendszerű tekercs (volute) rugók biztosították. A hajtókerekek méretei megfeleltek az akkori személyvonati mozdonyokénak.

## Fordítás
- Ez a szócikk részben vagy egészben  a   StEG I 133–145 című német Wikipédia-szócikk fordításán alapul.  Az eredeti cikk szerkesztőit annak laptörténete sorolja fel. Ez a jelzés csupán a megfogalmazás eredetét és a szerzői jogokat jelzi, nem szolgál a cikkben szereplő információk forrásmegjelöléseként.